# Clavulina cavipes
Clavulina cavipes é uma espécie de fungo pertencente à família Clavulinaceae.